# Alfred Kipketer
Alfred Kipketer (* 28. Dezember 1996 in Kapsabet) ist ein gesperrter kenianischer Leichtathlet, der vor allem im 800-Meter-Lauf an den Start ging.

## Sportliche Laufbahn
Alfred Kipketer tritt seit 2013 in internationalen Wettkämpfen im 800-Meter-Lauf an. Im Juli nahm er an den U18-Weltmeisterschaften in Donezk teil. Dabei zog er in das Finale ein, in dem er in 1:48,01 min die Goldmedaille gewann. 2014 trat er im Mai als Teil der kenianischen 4-mal-800-Meter-Staffel bei den IAAF World Relays auf den Bahamas an. Mit einer Zeit von 7:08,40 min gewann das Quartett, mit Kipketer als Schlussläufer, dabei die Goldmedaille. Im Juni wurde Kipketer kenianischer Juniorenmeister über 800 Meter und trat einen Monat später bei den U20-Weltmeisterschaften in Eugene an. Seine Zeit im Finale von 1:43,95 min, mit der er die Goldmedaille gewann, bedeuteten nicht nur Weltjahresbestzeit bei den Junioren, sondern lag auch nur 16 Hundertstelsekunden hinter dem Meisterschaftsrekord von Nijel Amos, aufgestellt 2012.
2015 wurde die kenianische Staffel um Kipketer bei den IAAF World Relays disqualifiziert. Mit dem dritten Platz bei den kenianischen Trials sicherte er sich einen Platz im kenianischen Team für die 800 Meter und konnte so bei den Weltmeisterschaften in Peking an den Start gehen. Nachdem er Vor- und Halbfinallauf souverän überstanden hatte, landete er im Finale mit einer Zeit von 1:47,66 min auf dem siebten Platz. In der Olympiasaison 2016 lief Kipketer bei den nationalen Trials eine Zeit von 1:43,73 min und sicherte sich damit das Ticket für die Olympischen Sommerspiele in Rio de Janeiro. Mit dieser Zeit lag er nur knapp hinter der Saisonbestleistung seines Landsmanns und Weltrekordhalters David Rudisha zurück. Wie ein Jahr zuvor bei den Weltmeisterschaften, belegte Kipketer nach erfolgreichem Vor- und Halbfinallauf, im Finale den siebten Platz. Ein paar Wochen später lief er in Paris persönliche Bestzeit von 1:42,87 min. Im April 2017 nahm er erneut an den IAAF World Relays teil. Nach dem Titelgewinn mit der 4-mal-800-Meter-Staffel damals, sprang diesmal die Silbermedaille heraus. Anschließend verpasste er die Qualifikation für die Weltmeisterschaften in London gegen die nationale Konkurrenz. 2018 verpasste er die Qualifikation für die Commonwealth Games im australischen Gold Coast. Während der gesamten Saison nahm er an einer Vielzahl von Leichtathletik-Meetings in Europa teil. 2019 konnte er sich ebenfalls nicht für die Weltmeisterschaften qualifizieren.

### Dopingsperre
Im Januar 2020 wurde Kipketer von der Athletics Integrity Unit suspendiert, nachdem er drei Test bezüglich einer Dopingkontrolle nicht wahrgenommen hatte. Die Suspendierung hatte zunächst solange Bestand, bis Kipketer sich zu den Vorwürfen äußerte. Seit dem 26. November 2019 ist Kipketer disqualifiziert und gesperrt bis 25. November 2021.

## Wichtige Wettbewerbe
| Jahr              | Veranstaltung           | Ort               | Platz             | Disziplin         | Zeit              |
| Startet für Kenia | Startet für Kenia       | Startet für Kenia | Startet für Kenia | Startet für Kenia | Startet für Kenia |
| ----------------- | ----------------------- | ----------------- | ----------------- | ----------------- | ----------------- |
| 2013              | U18-Weltmeisterschaften | Donezk            | 1.                | 800 m             | 1:48,01 min       |
| 2014              | IAAF World Relays       | Nassau            | 1.                | 4 × 800 m         | 7:08,40 min       |
| 2014              | U20-Weltmeisterschaften | Eugene            | 1.                | 800 m             | 1:43,95 min       |
| 2015              | IAAF World Relays       | Nassau            | DQ                | 4 × 800 m         | –                 |
| 2015              | Weltmeisterschaften     | Peking            | 7.                | 800 m             | 1:47,66 min       |
| 2016              | Olympische Sommerspiele | Rio de Janeiro    | 7.                | 800 m             | 1:46,02 min       |
| 2017              | IAAF World Relays       | Nassau            | 2.                | 4 × 800 m         | 7:13,70 min       |

## Persönliche Bestleistungen
Freiluft
- 800 m: 1:42,87 min, 27. August 2016, Paris
- 1000 m: 2:17,40 min, 10. Juni 2018, Stockholm

Halle
- 800 m: 1:48,58 min, 3. Februar 2016, Düsseldorf